# 에이리언: 로물루스
《에이리언: 로물루스》(영어: Alien: Romulus)는 2024년 개봉한 미국의 SF 공포 영화이다. 《에이리언》 시리즈의 일곱 번째 본편 영화로 페데 알바레스가 감독과 공동 각본을 맡았다.
이 영화는 2024년 8월 12일 로스앤젤레스에서 초연되었고, 8월 16일 20세기 스튜디오에서 미국에서 극장 개봉되었다. 이 영화는 전 세계적으로 3억 5,090만 달러의 수익을 올렸고 긍정적인 평가를 받았다.

## 줄거리
2142년, 웨이랜드-유타니의 탐사선이 노스트로모호의 잔해에서 거대한 고치를 회수한다. 몇 달 후, 고아 식민지 거주자인 레인 카라딘은 강제로 노동 계약이 연장된 것을 알고 탈출을 결심한다. 그녀는 고장난 안드로이드인 양동생 앤디, 전 남자친구 타일러, 그의 임신한 여동생 케이, 사촌 비욘, 그리고 비욘의 입양된 여동생 나바로와 함께 버려진 웨이랜드-유타니 우주 정거장 르네상스에 도착한다. 그들은 그곳에서 극저온 장비를 훔쳐 웨이랜드-유타니와 관련 없는 유토피아 행성 이바가 3으로 떠나려 한다.
앤디는 스테이션에 접속하여 이바가 3이 안드로이드의 입국을 허용하지 않는다는 사실을 알게 된다. 타일러와 비욘은 극저온 연료를 구하려다 실수로 봉쇄를 시작하고 수십 마리의 페이스허거를 방출한다. 레인은 손상된 과학 장교 안드로이드 루크의 제어 칩으로 앤디의 보안 접근 권한을 업그레이드하지만, 이로 인해 앤디는 레인이 아닌 웨이랜드-유타니에 충성하게 된다. 앤디는 그룹을 안전한 곳으로 이끌지만, 그 과정에서 나바로가 페이스허거에게 감염된다.
레인은 루크를 다시 작동시키고, 그에게서 고치 안에 있던 것이 노스트로모호 선원 대부분을 죽인 제노모프였으며, 르네상스 과학자들이 외계인을 실험하고 페이스허거를 역생물공학으로 만들었다는 사실을 알게 된다. 하지만 제노모프는 탈출하여 대부분의 승무원을 학살하고, 제노모프가 죽었을 때 산성 혈액이 르무스의 선체를 녹여 폭발적 감압을 일으켰다.
비욘은 나바로와 케이를 코르벨란에 태우고 도망치려 하지만, 나바로의 가슴에서 아기 제노모프가 튀어나와 그녀를 죽이고 코르벨란이 로물루스의 격납고로 추락한다. 아기 제노모프는 빠르게 성체로 성장하고, 비욘은 스턴봉으로 부상을 입히지만 제노모프의 혈액에 맞아 죽는다. 케이는 생물체를 피해 도망치지만, 레인과 타일러는 그녀를 구하려 한다. 그러나 앤디는 제노모프가 그녀를 미끼로 사용한다고 의심하며 문을 열지 않고, 그들은 제노모프가 케이를 납치하는 것을 지켜볼 수밖에 없다.
루크는 앤디에게 페이스허거로부터 추출한 강력한 액체 Z-01을 회수하라고 지시하고, 우주에서 번성할 수 있는 유전자적으로 완벽한 인간을 만들려는 계획을 밝힌다. 그는 자사의 탐사선 코르벨란을 돌려주는 조건으로 이 액체를 잭슨 스타로 가져가라고 명령한다. 레인과 타일러는 무장하지만, 앤디는 폭발적인 감압을 피하기 위해 제노모프를 다치게 하지 말라고 경고한다.
그들은 제노모프 둥지를 발견하고 심하게 부상당한 케이를 구출한다. 앤디는 케이에게 Z-01을 투여하고, 케이는 급속히 회복된다. 페이스허거와 제노모프 떼가 공격해오자, 타일러는 레인과 케이를 보호하기 위해 희생하고, 앤디는 무력화된다. 레인은 케이를 안전한 곳으로 데려간 후 앤디를 구출하여 원래 프로그램을 복원한다. 제노모프에게 포위된 레인은 정거장의 중력을 비활성화하여 선체에 피가 닿지 않도록 제노모프들을 쏠 수 있게 된다. 중력이 다시 작동하자, 레인은 나바로 제노모프와 마주하지만 앤디가 개입하여 죽인다. 레인과 앤디는 르네상스가 LV-410의 고리에 의해 파괴되는 동안 간신히 코르벨란에 탑승하여 탈출한다.
레인과 앤디가 이바가로 여행을 준비하는 동안 케이는 Z-01에 의해 돌연변이된 인간-제노모프 잡종을 낳는다. 잡종은 케이를 죽이고 앤디를 무력화시키지만, 레인이 그것을 LV-410의 고리에 던져 파괴한다. 오디오 로그를 기록한 후 레인과 앤디는 살아남아 이바가 3에 도착하기를 바라며 극저온 상태에 들어간다.

## 출연

### USCSS 코벨란
- 케일리 스페이니 - 마리 레인스 "레인" 캐러딘
- 데이비드 존슨 - 앤디
- 이사벨라 메르세드 - 케이 해리슨
- 아치 리노 - 타일러 해리슨
- 스파이크 펀 - 비요른
- 에일린 우 - 나바로

### 잭슨의 별
- 로지 에드[3] - 웨이랜드 유타니 공무원
- 소마 사이먼 - 10세 불량배 #1
- 벤스 오케케 - 10세 불량배 #2
- 빅터 오리즈 - 10세 불량배 #3
- 미상[4] - 식민지 주민

### 르네상스 정거장

#### 페이스 허거 → 체스트버스터 → 성체
- 로베르트 보브로츠키 - 오프스프링
- 트레버 뉼린 - 제노모프[5] / 스코치드 제노모프[6]
- 미상 - 케인의 자식[7]

#### 그 외 출연진
- 앤마리 그리그스 - 마더[8] (목소리 출연)
- 미상[9] - 웨이랜드 유타니 직원
- 대니얼 베츠 (페이스 모델: 이언 홈)[10] - 룩(Rook)

## 기타
- 이번 작품의 시간적 배경은 1편과 2편 사이이며, 페데 알바레즈는 영화를 보고 나면 자연스레 〈프로메테우스〉와 〈에이리언: 커버넌트〉, 그리고 1편을 떠올리게 될 것이라고 말하였다. 그리고 숨 막히는 공포의 서막 영상에서 이사벨라 메르세드는 이번 작품에 2편과 연결되는 지점이 있다고 밝혔다.
- 중국에서는 부제가 로물루스가 아닌 夺命舰(죽음의 배)다.